# Ginástica artística nos Jogos Olímpicos de Verão de 2020 - Salto feminino
A competição do salto feminino da ginástica artística nos Jogos Olímpicos de Verão de 2020 ocorreu em 25 de julho e 1 de agosto de 2021 no Centro de Ginástica de Ariake, em Tóquio. Um total de 19 ginastas de 15 Comitês Olímpicos Nacionais (CON) participaram do evento após terem efetuado dois saltos durante a qualificatória.
Rebeca Andrade, do Brasil, venceu o evento e conseguiu sua segunda medalha individual nas Olimpíadas e o primeiro ouro do país na ginástica artística feminina. MyKayla Skinner, dos Estados Unidos, ganhou a medalha de prata e Yeo Seo-jeong, da Coreia do Sul, terminou com o bronze para ganhar a primeira medalha sul-coreana na ginástica artística feminina.

## Qualificação
Cada Comitê Olímpico Nacional (CON) poderia inscrever até seis ginastas: uma equipe de quatro e mais duas especialistas. As 12 equipes que se classificaram preencheram 48 vagas também para as competições individuais, sendo as três primeiras equipes do Campeonato Mundial de 2018 (Estados Unidos, Rússia e China) e as nove primeiras equipes (excluindo as já qualificadas) do Campeonato Mundial de 2019 (França, Canadá, Países Baixos, Grã-Bretanha, Itália, Alemanha, Bélgica, Japão e Espanha).
As vagas restantes foram atribuídas individualmente. Cada ginasta poderia ganhar apenas uma vaga, sendo alguns dos eventos individuais abertos a ginastas de CONs com equipes qualificadas, enquanto outros não. Essas vagas foram preenchidas por meio de diversos critérios baseados no Campeonato Mundial de 2019, nas séries da Copa do Mundo, campeonatos continentais, país sede e convite da Comissão Tripartite. A pandemia COVID-19 atrasou muitos dos eventos de qualificação para a ginástica. Os Campeonatos Mundiais de 2018 e 2019 foram concluídos no prazo, mas muitos dos eventos da série da Copa do Mundo foram adiados para 2021.
Cada uma das ginastas participantes são elegíveis para a competição de salto, mas devido à exigência de que cada uma execute dois exercícios na qualificação (ao invés do necessário para contar para os eventos por equipe e individual geral), muitas não tentaram se classificar para a final (19 obtiveram pontuação média no total).

## Formato
As oito primeiras classificadas na fase qualificatória (com limite de duas por CON) avançaram para a final do aparelho. Apenas as ginastas que realizaram dois exercícios são consideradas para a final, com a pontuação média dos dois exercícios sendo contada. As finalistas realizam novamente dois saltos. As pontuações da qualificatória não são consideradas, contando apenas as pontuações da final (média dos dois exercícios).

## Calendário
Horário local (UTC+9)
| Data        | Horário | Rodada         | Subdivisão   |
| ----------- | ------- | -------------- | ------------ |
| 25 de julho | 10:00   | Qualificatória | Subdivisão 1 |
| 25 de julho | 11:50   | Qualificatória | Subdivisão 2 |
| 25 de julho | 15:10   | Qualificatória | Subdivisão 3 |
| 25 de julho | 17:05   | Qualificatória | Subdivisão 4 |
| 25 de julho | 20:20   | Qualificatória | Subdivisão 5 |
| 1 de agosto | 17:45   | Final          | Final        |

## Medalhistas
| Ouro   | BRA Rebeca Andrade  |
| Prata  | USA MyKayla Skinner |
| Bronze | KOR Yeo Seo-jeong   |

## Resultados

### Qualificatória
As oito melhores ginastas na qualificatória se classificaram para a final. Como apenas duas ginastas por CON poderiam avançar, caso algumas delas estivessem entre as oito primeiras não estariam elegíveis para a final, com a vaga indo para a próxima ginasta na classificação.
| Pos. | Ginasta                | Salto 1 | Salto 1 | Salto 1 | Salto 1 | Salto 2 | Salto 2 | Salto 2 | Salto 2 | Total  | Notas |
| Pos. | Ginasta                | Nota D  | Nota E  | Pen.    | Pont. 1 | Nota D  | Nota E  | Pen.    | Pont. 2 | Total  | Notas |
| ---- | ---------------------- | ------- | ------- | ------- | ------- | ------- | ------- | ------- | ------- | ------ | ----- |
| 1    | USA Simone Biles       | 6.0     | 9.266   | 0.300   | 14.966  | 5.8     | 9.600   |         | 15.400  | 15.183 | QD    |
| 2    | USA Jade Carey         | 6.0     | 9.166   |         | 15.166  | 5.8     | 9.366   |         | 15.166  | 15.166 | Q     |
| 3    | BRA Rebeca Andrade     | 6.0     | 9.400   |         | 15.400  | 5.4     | 9.400   |         | 14.800  | 15.100 | Q     |
| 4    | USA MyKayla Skinner    | 6.0     | 8.933   |         | 14.933  | 5.8     | 9.000   |         | 14.800  | 14.866 | D     |
| 5    | KOR Yeo Seo-jeong      | 5.8     | 9.200   |         | 15.000  | 5.4     | 9.200   |         | 14.600  | 14.800 | Q     |
| 6    | CAN Shallon Olsen      | 6.0     | 8.966   |         | 14.966  | 5.4     | 9.033   |         | 14.433  | 14.699 | Q     |
| 7    | ROC Lilia Akhaimova    | 5.8     | 8.966   |         | 14.766  | 5.6     | 9.033   |         | 14.633  | 14.699 | Q     |
| 8    | MEX Alexa Moreno       | 5.8     | 9.033   |         | 14.833  | 5.6     | 8.933   | 0.100   | 14.433  | 14.633 | Q     |
| 9    | ROC Angelina Melnikova | 5.4     | 9.066   |         | 14.466  | 6.0     | 8.866   | 0.100   | 14.766  | 14.616 | Q     |
| 10   | SUI Giulia Steingruber | 5.8     | 9.033   |         | 14.833  | 5.4     | 8.900   |         | 14.300  | 14.566 | R1    |
| 11   | JPN Mai Murakami       | 5.4     | 9.033   |         | 14.433  | 5.8     | 8.700   |         | 14.500  | 14.466 | R2    |
| 12   | CAN Ellie Black        | 5.4     | 9.133   |         | 14.533  | 5.2     | 9.100   |         | 14.300  | 14.416 | R3    |

Mudanças antes da final
- DA melhor qualificada Simone Biles desistiu por motivos de saúde mental. Biles foi substituída pela companheira de equipe MyKayla Skinner, que havia sido excluída devido à regra de duas ginastas por país.[8]

### Final
A final foi disputada em 1 de agosto de 2021, com as classificados realizando dois saltos e a média sendo considerada para a pontuação final.
| Pos.              | Ginasta                | Salto 1 | Salto 1 | Salto 1 | Salto 1 | Salto 2 | Salto 2 | Salto 2 | Salto 2 | Total  |
| Pos.              | Ginasta                | Nota D  | Nota E  | Pen.    | Pont. 1 | Nota D  | Nota E  | Pen.    | Pont. 2 | Total  |
| ----------------- | ---------------------- | ------- | ------- | ------- | ------- | ------- | ------- | ------- | ------- | ------ |
| Medalha de ouro   | BRA Rebeca Andrade     | 6.0     | 9.266   | 0.100   | 15.166  | 5.8     | 9.200   |         | 15.000  | 15.083 |
| Medalha de prata  | USA MyKayla Skinner    | 6.0     | 9.033   |         | 15.033  | 5.8     | 9.000   |         | 14.800  | 14.916 |
| Medalha de bronze | KOR Yeo Seo-jeong      | 6.2     | 9.133   |         | 15.333  | 5.4     | 8.733   |         | 14.133  | 14.733 |
| 4                 | MEX Alexa Moreno       | 5.8     | 8.966   |         | 14.766  | 5.6     | 9.066   |         | 14.666  | 14.716 |
| 5                 | ROC Angelina Melnikova | 5.4     | 9.266   |         | 14.666  | 6.0     | 8.800   | 0.100   | 14.700  | 14.683 |
| 6                 | ROC Lilia Akhaimova    | 5.8     | 8.866   |         | 14.666  | 5.6     | 9.066   |         | 14.666  | 14.666 |
| 7                 | CAN Shallon Olsen      | 6.0     | 8.700   |         | 14.700  | 5.4     | 9.000   |         | 14.400  | 14.550 |
| 8                 | USA Jade Carey         | 3.3     | 8.633   |         | 11.933  | 5.8     | 9.100   | 2.000   | 12.900  | 12.416 |